# 61e corps de réserve (Allemagne)
Le 61e corps de réserve (en allemand : Generalkommando LXI. Reservekorps) était une unité de l'Ersatzheer pendant la Seconde Guerre mondiale.

## Historique
Le Generalkommando LXVI. Reservekorps est formé le 2 septembre 1942 à Königsberg dans le Wehrkreis I.

Il est dissous le 21 février 1944.

## Organisation

### Commandants successifs
| Date                                | Grade                  | Commandant    |
| ----------------------------------- | ---------------------- | ------------- |
| 15 septembre 1942 - 21 février 1944 | General der Artillerie | Edgar Theißen |

## Théâtres d'opérations
- Front de l'Est : Septembre 1942 - Février 1944

## Ordre de batailles

### Rattachement d'Armées
| Date     | Armée                          | Groupe d'Armées    |
| -------- | ------------------------------ | ------------------ |
| 1942     |                                |                    |
| Octobre  | Wehrmachtsbefehlshaber Ostland | -                  |
| 1943     |                                |                    |
| Janvier  | Wehrmachtsbefehlshaber Ostland | -                  |
| Novembre | Wehrmachtsbefehlshaber Ostland | Heeresgruppe Mitte |
| 1944     |                                |                    |
| Janvier  | Wehrmachtsbefehlshaber Ostland | Heeresgruppe Mitte |

### Unités subordonnées

#### Unités rattachées
1er février 1944
- 141. Reserve-Division
- 151. Reserve-Division

## Sources
- (de) LXI. Reserve-Korps sur lexikon-der-wehrmacht.de